# Fiddle

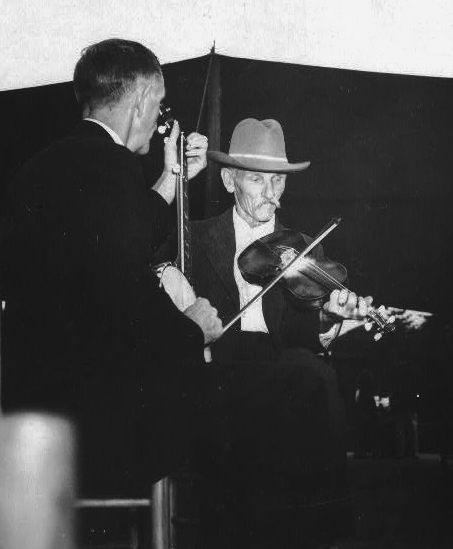
Fiddlin' Bill Hensley.

Fiddle is een term die voornamelijk in de folkmuziek gebruikt wordt voor een viool. Alleen het gebruik en de speelstijl zijn anders, maar in de Engelssprekende landen is het een zeer gebruikelijke term voor alle genres vioolmuziek, inclusief klassieke muziek. Het woord viool komt uit het Italiaans, terwijl fiddle van origine een Engels woord is. De woorden zijn etymologisch aan elkaar verwant. 
Binnen de folkmuziek wordt de fiddle vaak bespeeld met veel muzikale versieringen. Voorbeelden hiervan zijn de roll en de dubbelgreep, die veelvuldig in de Ierse muziek gebruikt worden. Ook wordt de fiddle meestal lager onder de kin vastgehouden dan in klassiek vioolspel.
De fiddle is een essentieel instrument in Schotse en Ierse dansmuziek, in old-time music, de muziek van Appalachia en in bluegrass.